# Freddy's Nightmares
Freddy's Nightmares var en amerikansk TV-serie gjord som en spinoff på de berömda skräckfilmerna i Terror på Elm Street-serien. Totalt visades 44 avsnitt mellan 1988 och 1990. Tobe Hooper regisserade pilotavsnittet.